# Кавказ-центар
Кавказ-центар је чеченска интернет страна, која подржава исламски сеператизам у тој руској републици. Установљена је 1999. године у чеченском граду Грозни по налогу Мовладиј Удугова, чеченскога министра, који се заузимао за установљење Исламског емирата на северном Кавказу и шеријатско право.
Страница је на енглеском, руском, украјинском, турском и арапском језику.